# Tauber

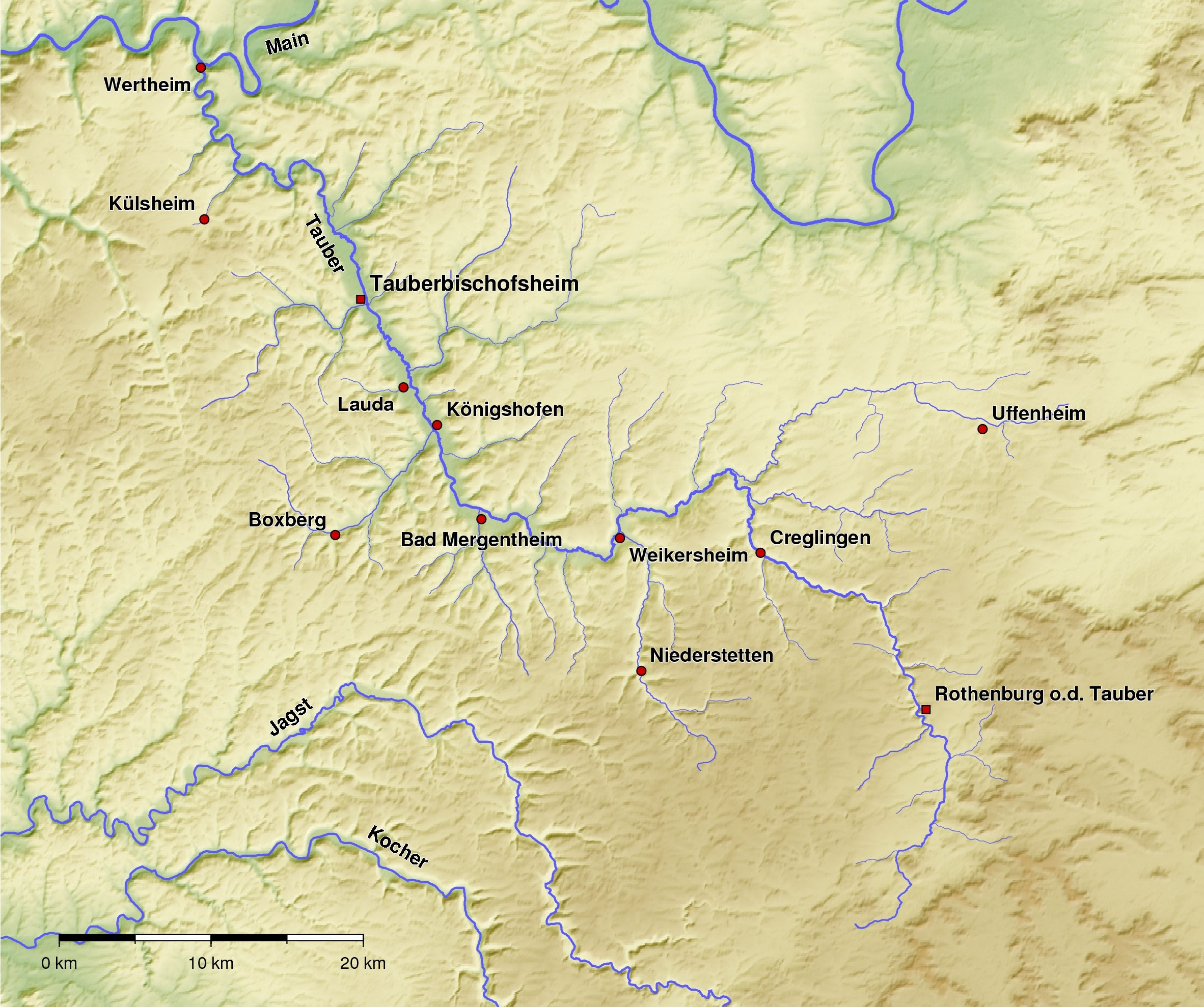
Karta över floden med några större orter.

Tauber är en flod i Franken i Tyskland, som vid Wertheim mynnar ut i Main.
Floden är nästan 132 km lång och avrinningsområdet är ungefär 1 810 km² stort.
Floden Tauber har sin källa vid orten Weikersholz som ligger cirka 15 km sydväst om Rothenburg ob der Tauber på 450 meter över havet. Mynningen i Main ligger ungefär 300 meter lägre vad som resulterar i en ganska stor lutning som gjorde floden lämplig för flera vattenkvarnar och liknande anläggningar. På sluttningar som visar mot syd förekommer ofta vinodlingar eller jordbruk och på den motsatta sidan är slänterna ofta täckta av skog.